# Sindaci di Piacenza
Di seguito l'elenco cronologico dei sindaci di Piacenza e delle altre figure apicali equivalenti che si sono succedute nel corso della storia.

## Primo Impero francese (1806-1814)
| Periodo        | Periodo        | Primo cittadino                          | Partito | Carica | Note |
| -------------- | -------------- | ---------------------------------------- | ------- | ------ | --- |
| 1806           | 1809           | conte Alberto Douglas Scotti (1763-1841) |         | Maire  | - |
| 1º luglio 1809 | 14 agosto 1812 | conte Giuseppe Calciati                  |         | Maire  | Dimessosi il 14 agosto 1812                                                                             |
| 1812           | 1814           | Paolo Foresti (1766-1822)                |         | Maire  | Subentra de facto al precedente dalla data delle sue dimissioni, de iure è maire dal D.I. 25 marzo 1813 |

## Ducato di Parma e Piacenza (1814-1860)
| Periodo         | Periodo       | Primo cittadino            | Partito | Carica  | Note                                                                |
| --------------- | ------------- | -------------------------- | ------- | ------- | ------------------------------------------------------------------- |
| 1814            | 1819          | Paolo Foresti              |         | Podestà | Il titolo di maire è mutato in quello podestarile il 28 aprile 1814 |
| 1819            | 6 marzo 1823  | conte Giuseppe Portapuglia |         | Podestà | deceduto in carica il 6 marzo 1823                                  |
| 10 aprile 1823  | 3 maggio 1827 | nobile Francesco Grassi    |         | Podestà | -                                                                   |
| 1827            | 1830          | conte Giacomo Affatigati   |         | Podestà | -                                                                   |
| 1º gennaio 1831 | 1835          | nobile Luigi Guarnaschelli |         | Podestà | -                                                                   |
| 1º gennaio 1836 | 1843          | Giovanbattista Savini      |         | Podestà | -                                                                   |
| 1843            | 1848          | Francesco Cigala Fulgosi   |         | Podestà | -                                                                   |

## Regno d'Italia (1860-1946)
| Sindaci nominati dal governo (1860-1889)                   | Sindaci nominati dal governo (1860-1889)           | Sindaci nominati dal governo (1860-1889) | Sindaci nominati dal governo (1860-1889) | Sindaci nominati dal governo (1860-1889) | Sindaci nominati dal governo (1860-1889) |
| Nominativo                                                 | Nominativo                                         | Partito                                  | Partito                                  | Mandato                                  | Mandato                                  |
| Nominativo                                                 | Nominativo                                         | Partito                                  | Partito                                  | Inizio                                   | Fine                                     |
| ---------------------------------------------------------- | -------------------------------------------------- | ---------------------------------------- | ---------------------------------------- | ---------------------------------------- | ---------------------------------------- |
|                                                            | Faustino Perletti                                  | ?                                        | ?                                        | 1860                                     | 1861                                     |
|                                                            | Luigi Lupi                                         | ?                                        | ?                                        | 1861                                     | 1862                                     |
|                                                            | Massa di S.Romano (Regio delegato)                 | –                                        | –                                        | 1863                                     | 1863                                     |
|                                                            | Gaspare Bolla (Regio delegato)                     | –                                        | –                                        | 1865                                     | 1866                                     |
|                                                            | Vincenzo Rovera                                    | ?                                        | ?                                        | 1866                                     | 1873                                     |
|                                                            | Giovanni Pavesi Negri (facente funzioni)           | ?                                        | ?                                        | 1873                                     | 1874                                     |
|                                                            | Luigi Lupi                                         | ?                                        | ?                                        | 1874                                     | 1875                                     |
|                                                            | Lucio Fiorentini (Regio delegato)                  | ?                                        | ?                                        | 1875                                     | 1876                                     |
| ?                                                          |                                                    |                                          |                                          |                                          |                                          |
|                                                            | Luigi Arrigoni                                     | ?                                        | ?                                        | 1886                                     | 1887                                     |
| ?                                                          |                                                    |                                          |                                          |                                          |                                          |
| Sindaci eletti dal Consiglio comunale (1889-1926)          |                                                    |                                          |                                          |                                          |                                          |
| Nominativo                                                 | Nominativo                                         | Partito                                  | Partito                                  | Mandato                                  | Mandato                                  |
| Nominativo                                                 | Nominativo                                         | Partito                                  | Partito                                  | Inizio                                   | Fine                                     |
|                                                            | Angelo Fossati (regio delegato)                    | –                                        | –                                        | 1890                                     | 1891                                     |
|                                                            | Amos Guarnaschelli                                 | ?                                        | ?                                        | 1891                                     | ?                                        |
|                                                            | Luigi Arrigoni                                     | ?                                        | ?                                        | 1895                                     | ?                                        |
|                                                            | Cesare Poggi (Regio commissario)                   | –                                        | –                                        | 1902                                     | 1903                                     |
|                                                            | Nicola Bellini (Regio commissario)                 | –                                        | –                                        | 1905                                     | 1906                                     |
|                                                            | Francesco Pallastrelli                             | ?                                        | ?                                        | 1906                                     | 1909                                     |
|                                                            | Enrico Porri                                       | ?                                        | ?                                        | 1909                                     | 1912                                     |
|                                                            | Giulio Bertoldi (Regio commissario)                | -                                        | -                                        | 1912                                     | 1913                                     |
|                                                            | Gustavo della Cella                                | ?                                        | ?                                        | 1913                                     | 1913                                     |
|                                                            | Enrico Ranza                                       | ?                                        | ?                                        | 1913                                     | 1919                                     |
|                                                            | Carlo Montani                                      | ?                                        | ?                                        | 1919                                     | 1920                                     |
|                                                            | Giuseppe Grignolo (Regio commissario)              | –                                        | –                                        | 1920                                     | 1920                                     |
|                                                            | Giuseppe Ansaldo (Regio commissario)               | –                                        | –                                        | 1920                                     | 1920                                     |
|                                                            | Ferruccio Tansini                                  | ?                                        | ?                                        | 1920                                     | 1922                                     |
|                                                            | Giovanni Garzaroli (Commissario prefettizio)       | –                                        | –                                        | 1922                                     | 1922                                     |
|                                                            | Celestino Carpi                                    | ?                                        | ?                                        | 1922                                     | 1923                                     |
|                                                            | Raffaele Radini Tedeschi (Commissario prefettizio) | –                                        | –                                        | 1923                                     | 1923                                     |
|                                                            | Giacomo Lanza                                      | ?                                        | ?                                        | 1923                                     | 1926                                     |
| Podestà nominati dal governo (1926-1945)                   |                                                    |                                          |                                          |                                          |                                          |
| Nominativo                                                 | Nominativo                                         | Partito                                  | Partito                                  | Mandato                                  | Mandato                                  |
| Nominativo                                                 | Nominativo                                         | Partito                                  | Partito                                  | Inizio                                   | Fine                                     |
|                                                            | Bernardo Barbiellini Amidei                        |                                          | Partito Nazionale Fascista               | 1927                                     | 1929                                     |
|                                                            | Erculiano Pizzone (Commissario prefettizio)        | –                                        | –                                        | 1929                                     | 1930                                     |
|                                                            | Aurelio de Francesco                               |                                          | Partito Nazionale Fascista               | 1930                                     | 1935                                     |
|                                                            | Alberto Ferretti                                   |                                          | Partito Nazionale Fascista               | 1935                                     | 1943                                     |
|                                                            | Giovanni Pistola (Commissario prefettizio)         | –                                        | –                                        | 1943                                     | 1943                                     |
|                                                            | Carlo Anguissola                                   |                                          | Partito Fascista Repubblicano            | 1943                                     | 1944                                     |
|                                                            | Angelo Cappellini                                  |                                          | Partito Fascista Repubblicano            | 1944                                     | 1944                                     |
|                                                            | Ernesto Mariani                                    |                                          | Partito Fascista Repubblicano            | 1944                                     | 1945                                     |
| Sindaci del periodo costituzionale transitorio (1945-1946) |                                                    |                                          |                                          |                                          |                                          |
| Nominativo                                                 | Nominativo                                         | Partito                                  | Partito                                  | Mandato                                  | Mandato                                  |
| Nominativo                                                 | Nominativo                                         | Partito                                  | Partito                                  | Inizio                                   | Fine                                     |
|                                                            | Giuseppe Visconti                                  |                                          | Partito Comunista Italiano               | 1945                                     | 1946                                     |

## Repubblica Italiana (dal 1946)
| Sindaci eletti dal Consiglio comunale (1946-1994)    | Sindaci eletti dal Consiglio comunale (1946-1994) | Sindaci eletti dal Consiglio comunale (1946-1994) | Sindaci eletti dal Consiglio comunale (1946-1994) | Sindaci eletti dal Consiglio comunale (1946-1994) | Sindaci eletti dal Consiglio comunale (1946-1994) | Sindaci eletti dal Consiglio comunale (1946-1994) | Sindaci eletti dal Consiglio comunale (1946-1994) | Sindaci eletti dal Consiglio comunale (1946-1994) |
| Nominativo                                           | Nominativo                                        | Partito                                           | Partito                                           | Giunta                                            | Giunta                                            | Mandato                                           | Mandato                                           | Elezione                                          |
| Nominativo                                           | Nominativo                                        | Partito                                           | Partito                                           | Giunta                                            | Giunta                                            | Inizio                                            | Fine                                              | Elezione                                          |
| ---------------------------------------------------- | ------------------------------------------------- | ------------------------------------------------- | ------------------------------------------------- | ------------------------------------------------- | ------------------------------------------------- | ------------------------------------------------- | ------------------------------------------------- | ------------------------------------------------- |
|                                                      | Giuseppe Visconti                                 |                                                   | Partito Comunista Italiano                        |                                                   | PCI-DC-PSI                                        | marzo 1946                                        | febbraio 1947                                     | Elezione 1946                                     |
|                                                      | Ettore Crovini                                    |                                                   | Partito Comunista Italiano                        | febbraio 1947                                     | PCI-DC-PSI                                        | marzo 1950                                        |                                                   | Elezione 1946                                     |
|                                                      | Carlo Prestamburgo (Commissario prefettizio)      | –                                                 | –                                                 | –                                                 | –                                                 | marzo 1950                                        | luglio 1951                                       | –                                                 |
|                                                      | Giacomo Chiapponi                                 |                                                   | Democrazia Cristiana                              |                                                   | DC-PSDI                                           | 10 luglio 1951                                    | 27 maggio 1956                                    | Elezione 1951                                     |
|                                                      | Angelo Faggi                                      |                                                   | Partito Socialista Democratico Italiano           |                                                   | DC-PSDI                                           | 1956                                              | 1957                                              | Elezione 1956                                     |
|                                                      | Giancarlo Montani                                 |                                                   | Partito Socialista Democratico Italiano           | 1957                                              | DC-PSDI                                           | 1960                                              |                                                   | Elezione 1956                                     |
|                                                      | Alberto Spigaroli                                 |                                                   | Democrazia Cristiana                              |                                                   | DC-PSDI                                           | 1961                                              | 1963                                              | Elezione 1960                                     |
|                                                      | Giovanni Menzani                                  |                                                   | Democrazia Cristiana                              | 1963                                              | DC-PSDI                                           | 1964                                              |                                                   | Elezione 1960                                     |
|                                                      | Giovanni Cerlesi                                  |                                                   | Partito Socialista Democratico Italiano           |                                                   | DC-PSDI                                           | 1965                                              | 1966                                              | Elezione 1964                                     |
|                                                      | Giancarlo Montani                                 |                                                   | Partito Socialista Democratico Italiano           | 1966                                              | DC-PSDI                                           | 1969                                              |                                                   | Elezione 1964                                     |
|                                                      | Erio Ghillani                                     |                                                   | Democrazia Cristiana                              |                                                   | DC-PSDI-PSI                                       | 1970                                              | 1975                                              | Elezione 1970                                     |
|                                                      | Felice Trabacchi                                  |                                                   | Partito Comunista Italiano                        |                                                   | PCI-PSI                                           | 1975                                              | 1980                                              | Elezione 1975                                     |
|                                                      | Stefano Pareti                                    |                                                   | Partito Socialista Italiano                       |                                                   | DC-PSI-PSDI                                       | 1980                                              | 1985                                              | Elezione 1980                                     |
|                                                      | Angelo Tansini                                    |                                                   | Partito Socialista Democratico Italiano           |                                                   | DC-PSI-PSDI                                       | 1985                                              | 1990                                              | Elezione 1985                                     |
|                                                      | Franco Benaglia                                   |                                                   | Partito Socialista Italiano                       |                                                   | DC-PSI-PLI-PSDI-PRI                               | 1990                                              | 1992                                              | Elezione 1990                                     |
|                                                      | Anna Braghieri                                    |                                                   | Democrazia Cristiana                              | 1992                                              | DC-PSI-PLI-PSDI-PRI                               | 1993                                              |                                                   | Elezione 1990                                     |
|                                                      | Filippo Grandi                                    |                                                   | Partito Liberale Italiano                         | 1993                                              | DC-PSI-PLI-PSDI-PRI                               | 1994                                              |                                                   | Elezione 1990                                     |
| Sindaci eletti direttamente dai cittadini (dal 1994) |                                                   |                                                   |                                                   |                                                   |                                                   |                                                   |                                                   |                                                   |
| Nominativo                                           | Nominativo                                        | Partito                                           | Partito                                           | Coalizione                                        | Coalizione                                        | Mandato                                           | Mandato                                           | Elezione                                          |
| Nominativo                                           | Nominativo                                        | Partito                                           | Partito                                           | Coalizione                                        | Coalizione                                        | Inizio                                            | Fine                                              | Elezione                                          |
|                                                      | Giacomo Vaciago                                   |                                                   | Indipendente                                      |                                                   | PDS-AD-FdV-La Rete                                | 28 giugno 1994                                    | 18 aprile 1998                                    | Elezione 1994                                     |
|                                                      | Vittorio Anelli (Vicesindaco facente funzioni)    |                                                   | Indipendente                                      | 18 aprile 1998                                    | PDS-AD-FdV-La Rete                                | 9 giugno 1998                                     |                                                   | Elezione 1994                                     |
|                                                      | Gianguido Guidotti                                |                                                   | Indipendente                                      |                                                   | FI-AN-CCD                                         | 9 giugno 1998                                     | 12 giugno 2002                                    | Elezione 1998                                     |
|                                                      | Roberto Reggi                                     |                                                   | Democrazia è Libertà - La Margherita              |                                                   | DS-DL-PRC-L. civiche                              | 12 giugno 2002                                    | 11 giugno 2007                                    | Elezione 2002                                     |
|                                                      | Roberto Reggi                                     | Partito Democratico                               |                                                   | PD-PRC-L. civiche                                 | 11 giugno 2007                                    | 23 maggio 2012                                    | Elezione 2007                                     |                                                   |
|                                                      | Paolo Dosi                                        |                                                   | Partito Democratico                               |                                                   | PD-MOD-IdV-SEL-PSI-FdS                            | 23 maggio 2012                                    | 27 giugno 2017                                    | Elezione 2012                                     |
|                                                      | Patrizia Barbieri                                 |                                                   | Indipendente                                      |                                                   | LN-FI-FdI-L. civiche                              | 27 giugno 2017                                    | 29 giugno 2022                                    | Elezione 2017                                     |
|                                                      | Katia Tarasconi                                   |                                                   | Partito Democratico                               |                                                   | PD-L. civiche                                     | 29 giugno 2022                                    | in carica                                         | Elezione 2022                                     |